# The Oath of Love
The Oath of Love (chinês: 余生，请多指教, pinyin: Yúshēng, qǐng duō zhǐjiào), em português O Juramento de Amor, é um drama médico dirigido por Lu Ying e estrelado por Andy Yang e Sean Xiao. O drama é baseado no romance "余生, 请多指教", de Bolin Shi Jiang. A série estreou em 15 de março de 2022, pela WeTV.

## Sinopse
Lin Zhixiao (Andy Yang) é uma jovem violoncelista que vê as chances de um futuro promissor desaparecerem ao ter que abandonar uma oportunidade no trabalho que sonhava para cuidar do pai doente. Enquanto lastima as oportunidades perdidas, Lin Zhixiao conhece Gu Wei (Sean Xiao), jovem médico que trata de seu pai.

## Elenco

### Protagonistas
- Andy Yang[5] como Lin Zhixiao.
- Sean Xiao[5] como Gu Wei.

### Coadjuvantes
- Zhai Zilu como Gu Xiao
- Ma Yujie como Gao Xi
- Li Muchen como Xiao Shan / San San
- Li Yunrui como Shao Jiang
- Zhao Shiyi como Yin Xi
- Zhang Yuqi como Jin Shi
- Wang Chengyang como Du Wenjun
- Du Shuangyu como Yan Bingjun
- Chen Xiaowei como Yang Xiaoran
- Hao Wenting como Li Huijuan
- Xia Zhiqing como Lin Jianguo

## Produção
Em 15 de agosto de 2019, Andy Yang e Sean Xiao são anunciados como os protagonistas do drama médico. Em 02 de setembro de 2019, junto às primeiras fotos de bastidores, são anunciados os nomes por trás da série: Wu Tianxu como produtor, Lu Ying como diretor, Lu Tian como roteirista-chefe e Zheng Dan e Wu Peina como roteiristas.
As filmagens foram realizadas entre agosto e 06 de novembro de 2019, na cidade de Wuxi, na província de Jiangsu.

## Transmissão
Em 05 de agosto de 2021, foi anunciado que o drama teria sua estreia em 08 de setembro de 2021. Entretanto, três dias antes da data anteriormente confirmada, foi divulgado que a exibição seria adiada e que, posteriormente, seria informada nova data de transmissão. Em 14 de março de 2022 foi marcado a premiere do programa para 15 de março de 2022, pela Tencent Video e WeTV.
12 horas após sua estreia, o drama marcava 540 milhões de visualizações pela Tencent Video.
Para marcar o fim da transmissão de The Oath of Love, em 31 de março de 2022, os protagonistas Andy Yang e Sean Xiao compartilharam mensagens de agradecimento em suas contas no Weibo.

## Trilha Sonora
| The Oath of Love - Trilha Sonora Original |                                                        |            |         |                     |         |  |
| N.º                                       | Título                                                 | Letras     | Música  | Artista             | Duração |  |
| 1.                                        | "余生，请多指教 The Oath of Love" (Música de Abertura) | Zhang Ying | Luo Kun | Sean Xiao Andy Yang | 3:02    |  |
| 2.                                        | "最幸福的幸运 The Greatest Fortune"                    | Zhang Ying | Luo Kun | Sean Xiao           | [ 16 ]  |  |
| 3.                                        | "一个人喜欢一个人 Somebody Liking Someone"             | Zhang Ying | Luo Kun | Andy Yang           | [ 17 ]  |  |